# Dobriniște
Dobriniște (în bulgară Добринище) este un oraș în partea de sud-vest a Bulgariei, în regiunea Blagoevgrad. Aparține administrativ de comuna Bansko.  La recensământul din 2011 avea o populație de 2.836 locuitori. Este o cunoscută stațiune balneoclimaterică (17 izvoare cu temperaturi cuprinse între 30 și 43 °C) și de sporturi de iarnă, localizată la 6 km est de Bansko, la poalele munților Pirin, Rila și Rodopi.
Localitatea este capătul unei linii de cale ferată cu ecartament îngust ce o leagă de satul Septemvri. Lungimea pârtiilor de schi este de 7 km.

## Demografie
Componența etnică a orașului Dobriniște
     Romi (1,09%)
     Bulgari (88,5%)
     Nicio identificare (10,4%)
     Altele (0%)
La recensământul din 2011, populația orașului Dobriniște era de 2.836 locuitori. Din punct de vedere etnic, majoritatea locuitorilor (88,5%) erau bulgari, cu o minoritate de romi (1,09%). Pentru 10,4% din locuitori nu este cunoscută apartenența etnică.